# Хрістофоровка
Хрістофо́ровка (рум. Hristoforovca) — село в Унгенському районі Молдови. Входить до складу комуни, адміністративним центром якої є село Пирліца.

## Населення
За даними перепису населення 2004 року у селі проживали 570 осіб.
Національний склад населення села:
| Національність       | Кількість осіб | Відсоток     |
| -------------------- | -------------- | ------------ |
| молдавани румуни     | 541 1          | 94,9 % 0,2 % |
| українці             | 20             | 3,5 %        |
| росіяни              | 7              | 1,2 %        |
| інша / без відповіді | 1              | 0,2 %        |
| Всього               | 570            | 100 %        |